# Mickey egér – A három muskétás
A Mickey egér – A három muskétás (eredeti cím: Mickey, Donald, Goofy: The Three Musketeers) 2004-ben megjelent amerikai 2D-s számítógépes animációs film, amely a Mickey egér-sorozat Alexandre Dumas père A három testőr című regénye alapján készült. Az animációs játékfilm rendezője Donovan Cook, producerei Debbie Cramb, Maude Lewis és Margot Pipkin. A forgatókönyvet David M. Evans és Evan Spiliotopoulos írta, a zenéjét Bruce Broughton szerezte. A videofilm a Walt Disney Pictures és a DisneyToon Studios gyártásában készült, a Walt Disney Home Video forgalmazásában jelent meg. Műfaja zenés akció filmvígjáték.
Amerikában 2004. augusztus 3-án, Magyarországon 2004. augusztus 17-én adták ki DVD-n és VHS-en.

## Televíziós megjelenések
Disney Channel